# 8e étape du Tour d'Italie 2020
Pour un article plus général, voir Tour d'Italie 2020.
La 8e étape du Tour d'Italie 2020 se déroule le samedi 10 octobre 2020, entre Giovinazzo et Vieste, sur une distance de 200 km.

## Déroulement de la course
Simon Yates ne prend pas le départ de l'étape, après avoir été testé positif au Covid-19. Sur la route, l'échappée, composée de six coureurs, se dispute la victoire d'étape. Alex Dowsett (Israel Start-Up Nation) lève les bras, avec 1 minute 15 d'avance sur Salvatore Puccio (Ineos), Matthew Holmes (Lotto-Soudal) et Joey Rosskopf (CCC Team), 2 minute 10 sur son coéquipier Matthias Brändle et 2 minutes 13 sur Simone Ravanelli (Androni Giocattoli-Sidermec). Le peloton, dont le sprint est réglé par Matthews devant Gaviria, termine à près de 14 minutes. Aucun changement au classement général n'est à signaler.

## Résultats

### Classement de l'étape
| \| Classement de l'étape \| Classement de l'étape \| Classement de l'étape \| Classement de l'étape \| Classement de l'étape \| \| Coureur \| Coureur \| Pays \| Équipe \| Temps \| \| --------------------- \| --------------------- \| --------------------- \| --------------------------- \| --------------------- \| \| 1er \| Alex Dowsett \| Royaume-Uni \| Israel Start-Up Nation \| 4 h 50 min 09 s \| \| 2e \| Salvatore Puccio \| Italie \| Ineos Grenadiers \| + 1 min 15 s \| \| 3e \| Matthew Holmes \| Royaume-Uni \| Lotto-Soudal \| + 1 min 15 s \| \| 4e \| Joey Rosskopf \| États-Unis \| CCC Team \| + 1 min 15 s \| \| 5e \| Matthias Brändle \| Autriche \| Israel Start-Up Nation \| + 2 min 10 s \| \| 6e \| Simone Ravanelli \| Italie \| Androni Giocattoli-Sidermec \| + 2 min 13 s \| \| 7e \| Michael Matthews \| Australie \| Team Sunweb \| + 13 min 56 s \| \| 8e \| Fernando Gaviria \| Colombie \| UAE Team Emirates \| + 13 min 56 s \| \| 9e \| Mikkel Bjerg \| Danemark \| UAE Team Emirates \| + 13 min 56 s \| \| 10e \| Andrea Vendrame \| Italie \| AG2R La Mondiale \| + 13 min 56 s \| |                  |             |                             |                 |
| |                  |             |                             |                 |
| Source : ProCyclingStats |                  |             |                             |                 |
| Classement de l'étape |                  |             |                             |                 |
| Coureur | Coureur          | Pays        | Équipe                      | Temps           |
| 1er | Alex Dowsett     | Royaume-Uni | Israel Start-Up Nation      | 4 h 50 min 09 s |
| 2e | Salvatore Puccio | Italie      | Ineos Grenadiers            | + 1 min 15 s    |
| 3e | Matthew Holmes   | Royaume-Uni | Lotto-Soudal                | + 1 min 15 s    |
| 4e | Joey Rosskopf    | États-Unis  | CCC Team                    | + 1 min 15 s    |
| 5e | Matthias Brändle | Autriche    | Israel Start-Up Nation      | + 2 min 10 s    |
| 6e | Simone Ravanelli | Italie      | Androni Giocattoli-Sidermec | + 2 min 13 s    |
| 7e | Michael Matthews | Australie   | Team Sunweb                 | + 13 min 56 s   |
| 8e | Fernando Gaviria | Colombie    | UAE Team Emirates           | + 13 min 56 s   |
| 9e | Mikkel Bjerg     | Danemark    | UAE Team Emirates           | + 13 min 56 s   |
| 10e | Andrea Vendrame  | Italie      | AG2R La Mondiale            | + 13 min 56 s   |

### Points attribués pour le classement par points
| Sprint intermédiaire Manfredonia (km 90,3) | Sprint intermédiaire Manfredonia (km 90,3) | Sprint intermédiaire Manfredonia (km 90,3) | Sprint intermédiaire Manfredonia (km 90,3) | Sprint intermédiaire Manfredonia (km 90,3) |
| ------------------------------------------ | ------------------------------------------ | ------------------------------------------ | ------------------------------------------ | ------------------------------------------ |
|                                            | Coureur                                    | Pays                                       | Équipe                                     | Point(s)                                   |
| 1er                                        | Matthew Holmes                             | Royaume-Uni                                | Lotto-Soudal                               | 12                                         |
| 2e                                         | Simone Ravanelli                           | Italie                                     | Androni Giocattoli-Sidermec                | 8                                          |
| 3e                                         | Joey Rosskopf                              | États-Unis                                 | CCC Team                                   | 6                                          |
| 4e                                         | Salvatore Puccio                           | Italie                                     | Ineos Grenadiers                           | 5                                          |
| 5e                                         | Alex Dowsett                               | Royaume-Uni                                | Israel Start-Up Nation                     | 4                                          |
| 6e                                         | Matthias Brändle                           | Autriche                                   | Israel Start-Up Nation                     | 3                                          |
| 7e                                         | Arnaud Démare                              | France                                     | Groupama-FDJ                               | 2                                          |
| 8e                                         | Peter Sagan                                | Slovaquie                                  | Bora-Hansgrohe                             | 1                                          |
| modifier                                   |                                            |                                            |                                            |                                            |

| Arrivée d'étape Vieste (km 200) | Arrivée d'étape Vieste (km 200) | Arrivée d'étape Vieste (km 200) | Arrivée d'étape Vieste (km 200) | Arrivée d'étape Vieste (km 200) |
| ------------------------------- | ------------------------------- | ------------------------------- | ------------------------------- | ------------------------------- |
|                                 | Coureur                         | Pays                            | Équipe                          | Point(s)                        |
| 1er                             | Alex Dowsett                    | Royaume-Uni                     | Israel Start-Up Nation          | 25                              |
| 2e                              | Salvatore Puccio                | Italie                          | Ineos Grenadiers                | 18                              |
| 3e                              | Matthew Holmes                  | Royaume-Uni                     | Lotto-Soudal                    | 12                              |
| 4e                              | Joey Rosskopf                   | États-Unis                      | CCC Team                        | 8                               |
| 5e                              | Matthias Brändle                | Autriche                        | Israel Start-Up Nation          | 6                               |
| 6e                              | Simone Ravanelli                | Italie                          | Androni Giocattoli-Sidermec     | 5                               |
| 7e                              | Michael Matthews                | Australie                       | Sunweb                          | 4                               |
| 8e                              | Fernando Gaviria                | Colombie                        | UAE Emirates                    | 3                               |
| 9e                              | Mikkel Bjerg                    | Danemark                        | UAE Emirates                    | 2                               |
| 10e                             | Andrea Vendrame                 | Italie                          | AG2R La Mondiale                | 1                               |
| modifier                        |                                 |                                 |                                 |                                 |

### Points attribués pour le classement du meilleur grimpeur
| Monte Sant'Angelo (km 106,2) 2e catégorie (9,4 km à 6,2%) | Monte Sant'Angelo (km 106,2) 2e catégorie (9,4 km à 6,2%) | Monte Sant'Angelo (km 106,2) 2e catégorie (9,4 km à 6,2%) | Monte Sant'Angelo (km 106,2) 2e catégorie (9,4 km à 6,2%) | Monte Sant'Angelo (km 106,2) 2e catégorie (9,4 km à 6,2%) |
| --------------------------------------------------------- | --------------------------------------------------------- | --------------------------------------------------------- | --------------------------------------------------------- | --------------------------------------------------------- |
|                                                           | Coureur                                                   | Pays                                                      | Équipe                                                    | Point(s)                                                  |
| 1er                                                       | Matthew Holmes                                            | Royaume-Uni                                               | Lotto-Soudal                                              | 18                                                        |
| 2e                                                        | Matthias Brändle                                          | Autriche                                                  | Israel Start-Up Nation                                    | 8                                                         |
| 3e                                                        | Simone Ravanelli                                          | Italie                                                    | Androni Giocattoli-Sidermec                               | 6                                                         |
| 4e                                                        | Alex Dowsett                                              | Royaume-Uni                                               | Israel Start-Up Nation                                    | 4                                                         |
| 5e                                                        | Salvatore Puccio                                          | Italie                                                    | Ineos Grenadiers                                          | 2                                                         |
| 6e                                                        | Joey Rosskopf                                             | États-Unis                                                | CCC Team                                                  | 1                                                         |
| modifier                                                  |                                                           |                                                           |                                                           |                                                           |

| La Guardiola (km 157,3) 4e catégorie (1,4 km à 6%) | La Guardiola (km 157,3) 4e catégorie (1,4 km à 6%) | La Guardiola (km 157,3) 4e catégorie (1,4 km à 6%) | La Guardiola (km 157,3) 4e catégorie (1,4 km à 6%) | La Guardiola (km 157,3) 4e catégorie (1,4 km à 6%) |
| -------------------------------------------------- | -------------------------------------------------- | -------------------------------------------------- | -------------------------------------------------- | -------------------------------------------------- |
|                                                    | Coureur                                            | Pays                                               | Équipe                                             | Point(s)                                           |
| 1er                                                | Alex Dowsett                                       | Royaume-Uni                                        | Israel Start-Up Nation                             | 3                                                  |
| 2e                                                 | Matthew Holmes                                     | Royaume-Uni                                        | Lotto-Soudal                                       | 2                                                  |
| 3e                                                 | Salvatore Puccio                                   | Italie                                             | Ineos Grenadiers                                   | 1                                                  |
| modifier                                           |                                                    |                                                    |                                                    |                                                    |

### Points attribués pour le classement des sprints intermédiaires
| Sprint intermédiaire Manfredonia (km 90,3) | Sprint intermédiaire Manfredonia (km 90,3) | Sprint intermédiaire Manfredonia (km 90,3) | Sprint intermédiaire Manfredonia (km 90,3) | Sprint intermédiaire Manfredonia (km 90,3) |
| ------------------------------------------ | ------------------------------------------ | ------------------------------------------ | ------------------------------------------ | ------------------------------------------ |
|                                            | Coureur                                    | Pays                                       | Équipe                                     | Point(s)                                   |
| 1er                                        | Matthew Holmes                             | Royaume-Uni                                | Lotto-Soudal                               | 10                                         |
| 2e                                         | Simone Ravanelli                           | Italie                                     | Androni Giocattoli-Sidermec                | 6                                          |
| 3e                                         | Joey Rosskopf                              | États-Unis                                 | CCC Team                                   | 3                                          |
| 4e                                         | Salvatore Puccio                           | Italie                                     | Ineos Grenadiers                           | 2                                          |
| 5e                                         | Alex Dowsett                               | Royaume-Uni                                | Israel Start-Up Nation                     | 1                                          |
| modifier                                   |                                            |                                            |                                            |                                            |

| Sprint intermédiaire Vieste (km 185,5) | Sprint intermédiaire Vieste (km 185,5) | Sprint intermédiaire Vieste (km 185,5) | Sprint intermédiaire Vieste (km 185,5) | Sprint intermédiaire Vieste (km 185,5) |
| -------------------------------------- | -------------------------------------- | -------------------------------------- | -------------------------------------- | -------------------------------------- |
|                                        | Coureur                                | Pays                                   | Équipe                                 | Point(s)                               |
| 1er                                    | Alex Dowsett                           | Royaume-Uni                            | Israel Start-Up Nation                 | 10                                     |
| 2e                                     | Salvatore Puccio                       | Italie                                 | Ineos Grenadiers                       | 6                                      |
| 3e                                     | Matthew Holmes                         | Royaume-Uni                            | Lotto-Soudal                           | 3                                      |
| 4e                                     | Matthias Brändle                       | Autriche                               | Israel Start-Up Nation                 | 2                                      |
| 5e                                     | Joey Rosskopf                          | États-Unis                             | CCC Team                               | 1                                      |
| modifier                               |                                        |                                        |                                        |                                        |

### Bonifications
|   | Coureur          | Pays        | Équipe                 | Secondes |
| - | ---------------- | ----------- | ---------------------- | -------- |
| 1 | Alex Dowsett     | Royaume-Uni | Israel Start-Up Nation | 3 s      |
| 2 | Salvatore Puccio | Italie      | Ineos Grenadiers       | 2 s      |
| 3 | Matthew Holmes   | Royaume-Uni | Lotto-Soudal           | 1 s      |

|   | Coureur          | Pays        | Équipe                 | Secondes |
| - | ---------------- | ----------- | ---------------------- | -------- |
| 1 | Alex Dowsett     | Royaume-Uni | Israel Start-Up Nation | 10 s     |
| 2 | Salvatore Puccio | Italie      | Ineos Grenadiers       | 6 s      |
| 3 | Matthew Holmes   | Royaume-Uni | Lotto-Soudal           | 4 s      |

## Classements à l'issue de l'étape

### Classement général
| \| Classement général \| Classement général \| Classement général \| Classement général \| Classement général \| \| Coureur \| Coureur \| Pays \| Équipe \| Temps \| \| ------------------ \| ------------------ \| ------------------ \| --------------------- \| ------------------ \| \| 1er \| João Almeida \| Portugal \| Deceuninck-Quick Step \| 29 h 52 min 34 s \| \| 2e \| Pello Bilbao \| Espagne \| Bahrain McLaren \| + 43 s \| \| 3e \| Wilco Kelderman \| Pays-Bas \| Team Sunweb \| + 48 s \| \| 4e \| Harm Vanhoucke \| Belgique \| Lotto-Soudal \| + 59 s \| \| 5e \| Vincenzo Nibali \| Italie \| Trek-Segafredo \| + 1 min 01 s \| \| 6e \| Domenico Pozzovivo \| Italie \| NTT Pro Cycling \| + 1 min 05 s \| \| 7e \| Jakob Fuglsang \| Danemark \| Astana \| + 1 min 19 s \| \| 8e \| Steven Kruijswijk \| Pays-Bas \| Jumbo-Visma \| + 1 min 21 s \| \| 9e \| Patrick Konrad \| Autriche \| Bora-Hansgrohe \| + 1 min 26 s \| \| 10e \| Rafał Majka \| Pologne \| Bora-Hansgrohe \| + 1 min 32 s \| |                    |          |                       |                  |
| |                    |          |                       |                  |
| Source : ProCyclingStats |                    |          |                       |                  |
| Classement général |                    |          |                       |                  |
| Coureur | Coureur            | Pays     | Équipe                | Temps            |
| 1er | João Almeida       | Portugal | Deceuninck-Quick Step | 29 h 52 min 34 s |
| 2e | Pello Bilbao       | Espagne  | Bahrain McLaren       | + 43 s           |
| 3e | Wilco Kelderman    | Pays-Bas | Team Sunweb           | + 48 s           |
| 4e | Harm Vanhoucke     | Belgique | Lotto-Soudal          | + 59 s           |
| 5e | Vincenzo Nibali    | Italie   | Trek-Segafredo        | + 1 min 01 s     |
| 6e | Domenico Pozzovivo | Italie   | NTT Pro Cycling       | + 1 min 05 s     |
| 7e | Jakob Fuglsang     | Danemark | Astana                | + 1 min 19 s     |
| 8e | Steven Kruijswijk  | Pays-Bas | Jumbo-Visma           | + 1 min 21 s     |
| 9e | Patrick Konrad     | Autriche | Bora-Hansgrohe        | + 1 min 26 s     |
| 10e | Rafał Majka        | Pologne  | Bora-Hansgrohe        | + 1 min 32 s     |

| Classement par points | Classement par points | Classement par points | Classement par points  | Classement par points |
| Coureur               | Coureur               | Pays                  | Équipe                 | Points                |
| --------------------- | --------------------- | --------------------- | ---------------------- | --------------------- |
| 1er                   | Arnaud Démare         | France                | Groupama-FDJ           | 163 pts               |
| 2e                    | Peter Sagan           | Slovaquie             | Bora-Hansgrohe         | 107 pts               |
| 3e                    | Michael Matthews      | Australie             | Team Sunweb            | 87 pts                |
| 4e                    | Filippo Ganna         | Italie                | Ineos Grenadiers       | 45 pts                |
| 5e                    | Davide Ballerini      | Italie                | Deceuninck-Quick Step  | 40 pts                |
| 6e                    | Andrea Vendrame       | Italie                | AG2R La Mondiale       | 31 pts                |
| 7e                    | Alex Dowsett          | Royaume-Uni           | Israel Start-Up Nation | 29 pts                |
| 8e                    | João Almeida          | Portugal              | Deceuninck-Quick Step  | 29 pts                |
| 9e                    | Marco Frapporti       | Italie                | Vini Zabù-Brado-KTM    | 28 pts                |
| 10e                   | Diego Ulissi          | Italie                | UAE Team Emirates      | 27 pts                |

| Classement par points | Classement par points | Classement par points | Classement par points  | Classement par points |
| Coureur               | Coureur               | Pays                  | Équipe                 | Points                |
| --------------------- | --------------------- | --------------------- | ---------------------- | --------------------- |
| 1er                   | Arnaud Démare         | France                | Groupama-FDJ           | 163 pts               |
| 2e                    | Peter Sagan           | Slovaquie             | Bora-Hansgrohe         | 107 pts               |
| 3e                    | Michael Matthews      | Australie             | Team Sunweb            | 87 pts                |
| 4e                    | Filippo Ganna         | Italie                | Ineos Grenadiers       | 45 pts                |
| 5e                    | Davide Ballerini      | Italie                | Deceuninck-Quick Step  | 40 pts                |
| 6e                    | Andrea Vendrame       | Italie                | AG2R La Mondiale       | 31 pts                |
| 7e                    | Alex Dowsett          | Royaume-Uni           | Israel Start-Up Nation | 29 pts                |
| 8e                    | João Almeida          | Portugal              | Deceuninck-Quick Step  | 29 pts                |
| 9e                    | Marco Frapporti       | Italie                | Vini Zabù-Brado-KTM    | 28 pts                |
| 10e                   | Diego Ulissi          | Italie                | UAE Team Emirates      | 27 pts                |

| Classement de la montagne | Classement de la montagne | Classement de la montagne | Classement de la montagne | Classement de la montagne |
| Coureur                   | Coureur                   | Pays                      | Équipe                    | Points                    |
| ------------------------- | ------------------------- | ------------------------- | ------------------------- | ------------------------- |
| 1er                       | Filippo Ganna             | Italie                    | Ineos Grenadiers          | 41 pts                    |
| 2e                        | Jonathan Caicedo          | Équateur                  | EF Pro Cycling            | 40 pts                    |
| 3e                        | Matthew Holmes            | Royaume-Uni               | Lotto-Soudal              | 20 pts                    |
| 4e                        | Domenico Pozzovivo        | Italie                    | NTT Pro Cycling           | 19 pts                    |
| 5e                        | Edoardo Zardini           | Italie                    | Vini Zabù-Brado-KTM       | 18 pts                    |
| 6e                        | Jakob Fuglsang            | Danemark                  | Astana                    | 18 pts                    |
| 7e                        | Giovanni Visconti         | Italie                    | Vini Zabù-Brado-KTM       | 18 pts                    |
| 8e                        | Wilco Kelderman           | Pays-Bas                  | Team Sunweb               | 15 pts                    |
| 9e                        | Harm Vanhoucke            | Belgique                  | Lotto-Soudal              | 12 pts                    |
| 10e                       | Vincenzo Nibali           | Italie                    | Trek-Segafredo            | 11 pts                    |

| Classement de la montagne | Classement de la montagne | Classement de la montagne | Classement de la montagne | Classement de la montagne |
| Coureur                   | Coureur                   | Pays                      | Équipe                    | Points                    |
| ------------------------- | ------------------------- | ------------------------- | ------------------------- | ------------------------- |
| 1er                       | Filippo Ganna             | Italie                    | Ineos Grenadiers          | 41 pts                    |
| 2e                        | Jonathan Caicedo          | Équateur                  | EF Pro Cycling            | 40 pts                    |
| 3e                        | Matthew Holmes            | Royaume-Uni               | Lotto-Soudal              | 20 pts                    |
| 4e                        | Domenico Pozzovivo        | Italie                    | NTT Pro Cycling           | 19 pts                    |
| 5e                        | Edoardo Zardini           | Italie                    | Vini Zabù-Brado-KTM       | 18 pts                    |
| 6e                        | Jakob Fuglsang            | Danemark                  | Astana                    | 18 pts                    |
| 7e                        | Giovanni Visconti         | Italie                    | Vini Zabù-Brado-KTM       | 18 pts                    |
| 8e                        | Wilco Kelderman           | Pays-Bas                  | Team Sunweb               | 15 pts                    |
| 9e                        | Harm Vanhoucke            | Belgique                  | Lotto-Soudal              | 12 pts                    |
| 10e                       | Vincenzo Nibali           | Italie                    | Trek-Segafredo            | 11 pts                    |

| Classement du meilleur jeune | Classement du meilleur jeune | Classement du meilleur jeune | Classement du meilleur jeune | Classement du meilleur jeune |
| Coureur                      | Coureur                      | Pays                         | Équipe                       | Temps                        |
| ---------------------------- | ---------------------------- | ---------------------------- | ---------------------------- | ---------------------------- |
| 1er                          | João Almeida                 | Portugal                     | Deceuninck-Quick Step        | 29 h 52 min 34 s             |
| 2e                           | Harm Vanhoucke               | Belgique                     | Lotto-Soudal                 | + 59 s                       |
| 3e                           | Jai Hindley                  | Australie                    | Team Sunweb                  | + 1 min 33 s                 |
| 4e                           | Sergio Samitier              | Espagne                      | Movistar Team                | + 2 min 12 s                 |
| 5e                           | Lucas Hamilton               | Australie                    | Mitchelton-Scott             | + 2 min 47 s                 |
| 6e                           | Brandon McNulty              | États-Unis                   | UAE Team Emirates            | + 2 min 57 s                 |
| 7e                           | Tao Geoghegan Hart           | Royaume-Uni                  | Ineos Grenadiers             | + 3 min 18 s                 |
| 8e                           | James Knox                   | Royaume-Uni                  | Deceuninck-Quick Step        | + 3 min 26 s                 |
| 9e                           | Aurélien Paret-Peintre       | France                       | AG2R La Mondiale             | + 4 min 31 s                 |
| 10e                          | Sam Oomen                    | Pays-Bas                     | Team Sunweb                  | + 8 min 12 s                 |

| Classement du meilleur jeune | Classement du meilleur jeune | Classement du meilleur jeune | Classement du meilleur jeune | Classement du meilleur jeune |
| Coureur                      | Coureur                      | Pays                         | Équipe                       | Temps                        |
| ---------------------------- | ---------------------------- | ---------------------------- | ---------------------------- | ---------------------------- |
| 1er                          | João Almeida                 | Portugal                     | Deceuninck-Quick Step        | 29 h 52 min 34 s             |
| 2e                           | Harm Vanhoucke               | Belgique                     | Lotto-Soudal                 | + 59 s                       |
| 3e                           | Jai Hindley                  | Australie                    | Team Sunweb                  | + 1 min 33 s                 |
| 4e                           | Sergio Samitier              | Espagne                      | Movistar Team                | + 2 min 12 s                 |
| 5e                           | Lucas Hamilton               | Australie                    | Mitchelton-Scott             | + 2 min 47 s                 |
| 6e                           | Brandon McNulty              | États-Unis                   | UAE Team Emirates            | + 2 min 57 s                 |
| 7e                           | Tao Geoghegan Hart           | Royaume-Uni                  | Ineos Grenadiers             | + 3 min 18 s                 |
| 8e                           | James Knox                   | Royaume-Uni                  | Deceuninck-Quick Step        | + 3 min 26 s                 |
| 9e                           | Aurélien Paret-Peintre       | France                       | AG2R La Mondiale             | + 4 min 31 s                 |
| 10e                          | Sam Oomen                    | Pays-Bas                     | Team Sunweb                  | + 8 min 12 s                 |

| Classement par équipes | Classement par équipes | Classement par équipes | Classement par équipes |
| Équipe                 | Équipe                 | Pays                   | Temps                  |
| ---------------------- | ---------------------- | ---------------------- | ---------------------- |
| 1re                    | Ineos Grenadiers       | Royaume-Uni            | 89 h 32 min 58 s       |
| 2e                     | Deceuninck-Quick Step  | Belgique               | + 9 min 07 s           |
| 3e                     | Team Sunweb            | Allemagne              | + 10 min 29 s          |
| 4e                     | Jumbo-Visma            | Pays-Bas               | + 13 min 29 s          |
| 5e                     | Mitchelton-Scott       | Australie              | + 16 min 08 s          |
| 6e                     | Bora-Hansgrohe         | Allemagne              | + 16 min 58 s          |
| 7e                     | CCC Team               | Pologne                | + 20 min 36 s          |
| 8e                     | AG2R La Mondiale       | France                 | + 20 min 37 s          |
| 9e                     | Movistar Team          | Espagne                | + 24 min 04 s          |
| 10e                    | Trek-Segafredo         | États-Unis             | + 27 min 10 s          |

| Classement par équipes | Classement par équipes | Classement par équipes | Classement par équipes |
| Équipe                 | Équipe                 | Pays                   | Temps                  |
| ---------------------- | ---------------------- | ---------------------- | ---------------------- |
| 1re                    | Ineos Grenadiers       | Royaume-Uni            | 89 h 32 min 58 s       |
| 2e                     | Deceuninck-Quick Step  | Belgique               | + 9 min 07 s           |
| 3e                     | Team Sunweb            | Allemagne              | + 10 min 29 s          |
| 4e                     | Jumbo-Visma            | Pays-Bas               | + 13 min 29 s          |
| 5e                     | Mitchelton-Scott       | Australie              | + 16 min 08 s          |
| 6e                     | Bora-Hansgrohe         | Allemagne              | + 16 min 58 s          |
| 7e                     | CCC Team               | Pologne                | + 20 min 36 s          |
| 8e                     | AG2R La Mondiale       | France                 | + 20 min 37 s          |
| 9e                     | Movistar Team          | Espagne                | + 24 min 04 s          |
| 10e                    | Trek-Segafredo         | États-Unis             | + 27 min 10 s          |

## Abandons
- Tony Gallopin (AG2R La Mondiale) : non-partant
- Edoardo Affini (Mitchelton-Scott) : non-partant
- Simon Yates (Mitchelton-Scott) : non-partant, déclaré positif à la COVID-19
- Patrick Gamper (Bora-Hansgrohe) : non-partant
- Sean Bennett (EF Pro Cycling) : non-partant
- Ben Gastauer (AG2R La Mondiale) : abandon